# Château-sur-Allier
 Château-sur-Allier  es una población y comuna francesa, situada en la región de Auvernia, departamento de Allier, en el distrito de Moulins y cantón de Lurcy-Lévis.

## Demografía
| 290 | 251 | 212 | 192 | 208 | 172 |
| Para los censos de 1962 a 1999 la población legal corresponde a la población sin duplicidades (Fuente: INSEE [Consultar]) |     |     |     |     |     |